# Чон Кван Ік
Чон Кван Ік (кор. 전광익, нар. 5 квітня 1988, Пхеньян) — північнокорейський футболіст, захисник клубу «Амроккан» і національної збірної Північної Кореї.

## Клубна кар'єра
У дорослому футболі дебютував 2007 року виступами за команду клубу «Амроккан», в якій провів п'ять сезонів.
У 2012 році на правах оренди перейшов до команди катарського клубу «Лехвія», я складі якої, втім, не заграв.
До складу клубу «Амроккан» повернувсявся того ж року і на даний час продовжує виступати за північнокорейський клуб.

## Виступи за збірні
У 2005 році дебютував у складі юнацької збірної Північної Кореї, взяв участь у 4 іграх на юнацькому рівні.
У 2007 році залучався до складу молодіжної збірної Північної Кореї. На молодіжному рівні зіграв у 3 офіційних матчах, забив 1 гол.
У тому ж році дебютував в офіційних матчах у складі національної збірної Північної Кореї. Наразі провів у формі головної команди країни 36 матчів, забивши 2 голи.
У складі збірної учасник кубка Азії з футболу 2015 року в Австралії.

## Титули і досягнення
- Володар Кубка виклику АФК: 2010, 2006
- Володар Кубка виклику АФК: 2012